# 9554 Dumont
9554 Dumont è un asteroide della fascia principale. Scoperto nel 1985, presenta un'orbita caratterizzata da un semiasse maggiore pari a 1,9050179 UA e da un'eccentricità di 0,0503525, inclinata di 24,87445° rispetto all'eclittica.
L'asteroide è dedicato all'astronoma francese Simone Dumont.